# Roger Faulques
Roger Faulques (* 14. Dezember 1924 in Zweibrücken; † 6. November 2011 in Nizza) war ein französischer Offizier und Söldner.

## Leben
Während des Zweiten Weltkriegs schloss sich Faulques den FFI an, den Streitkräften des französischen Widerstands. Im Januar 1946 verließ er Frankreich, um mit dem 3. Infanterieregiment der Fremdenlegion im Indochinakrieg zu kämpfen. Im Oktober 1950 nahm ihn schwerverwundet der Viet Minh während der Schlacht an der Route Coloniale 4 gefangen, nachdem ihn seine Kameraden für tot gehalten und zurückgelassen hatten. Die Vieth Minh übergaben den scheinbar Sterbenden an französische Truppen. Faulques überlebte und kehrte 1953 nach Indochina zurück. Mit 23 Jahren wurde er für seine Verdienste in diesem Krieg zum Großoffizier der Ehrenlegion ernannt.
Während des Algerienkrieges kommandierte Faulques eine Kompanie des 1. Fallschirmjäger-Bataillons der Fremdenlegion. Später wurde er Nachrichtenoffizier des 1. Fallschirmjäger-Regiments (1. REP) der Fremdenlegion. In dieser Funktion entwickelte er die von Roger Trinquier formulierte Französische Doktrin der Aufstandsbekämpfung mit, die wesentlich auf die Erfahrungen im Indochinakrieg zurückgeht. Sie umfasst unter anderem die meist geheim ausgeführte massenhafte Verhaftung, systematische Folter und illegale Tötung von verdächtigen Personen, das so genannte „Verschwindenlassen“. Mit diesen Methoden fügte das 1. REP besonders in der Schlacht von Algier im Jahr 1957 der Befreiungsbewegung FLN schwere Schäden zu. Im Sommer 1960 wurde Faulques zum Kommandeur des 2. Fallschirmjäger-Regiments (2. REP) ernannt.
Als die Provinz Katanga zur gleichen Zeit ihre Unabhängigkeit vom Kongo erklärte, bat Präsident Moïse Tschombé Frankreich um die Entsendung von Offizieren. Sie sollten die aus der Polizeitruppe „Katanga-Gendarmen“ entstandene Armee des neuen Staates organisieren und kommandieren. Zwar weigerte sich aufgrund von Druck aus Belgien, die Regierung von Charles de Gaulle, dem Ersuchen nachzukommen, doch Trinquier und einige seiner Offiziere widersetzten sich dem Verbot, weil sie den hohen Sold kassieren wollten. Am 25. Januar 1961 kam Faulques mit der von Trinquier geführten Delegation in Elisabethville an. Bereits am 9. März wurde Trinquier und andere jedoch auf Druck der UNO und belgischer Diplomaten ausgewiesen. Faulques und viele weitere Franzosen blieben jedoch, und er wurde faktisch Oberkommandeur der katangalesischen Streitkräfte, die sich wesentlich auf französische, belgische und südafrikanische Söldner stützte. Faulques profitierte vom Zustrom ehemaliger Legionäre und Fallschirmjäger, die nach gescheiterten Putschversuch und dem Ende des Algerienkriegs neue Beschäftigung suchten. Er leitete die Para-Commando-Schule, in der er die einheimischen Elitesoldaten ausbildete. Am 13. September 1961 starteten die UN-Truppen Operation Morthor, um die Sezession Katangas militärisch zu beenden. Faulques dirigierte die Einheiten aus Söldnern, Para-Commandos und Katanga-Gendarmen so geschickt, dass sie die UN-Einheiten in deren Stützpunkten in und bei der Hauptstadt Elisabethville einkesselten und teilweise zur Kapitulation zwangen. Schließlich mussten die Vereinten Nationen einem Waffenstillstand zustimmen. Am 5. Dezember 1961 begann mit Operation Unokat der nächste Versuch der UNO, die Sezession zu beenden. Katangas Truppen mussten sich der deutlichen Übermacht geschlagen geben. Doch Faulques entzog sie der drohenden Umzingelung und führte seine Einheiten geordnet aus Elisabethville heraus und nach Kipushi, so dass sie Tschombé als Streitmacht erhalten blieben. In Kipushi war Faulques wachsendem Druck des einheimischen Offizierskorps ausgesetzt, die ihm unter anderem seinen hohen Sold und sein respektloses Verhalten gegenüber Verteidigungsminister Muke vorwarfen. Mitte Dezember 1961 verließ Faulques den Kongo und schwor sich angeblich, nie wieder unter afrikanischem Befehl zu kämpfen.
Im Jahr 1963 tauchte Faulques im Jemen auf, wo zu dieser Zeit ein Bürgerkrieg zwischen Anhängern des gestürzten Monarchen und der von Ägypten unterstützten republikanischen Regierung tobte. Knapp 50 französische Offiziere und Unteroffiziere bildeten die Rebellen militärisch aus, die unter anderem 50.000 ägyptischen Truppen gegenüberstanden. Finanziert wurde die Operation vom britischen Geheimdienst. Die Mission, die Faulques von Paris aus leitete, endete 1967.
In diesem Jahr erhielt Faulques von der Regierung Biafras den Auftrag, mit 100 Söldnern die Streitkräfte Biafras aufzubauen, nachdem sich der neu gegründete Staat kurz vorher von Nigeria losgesagt hatte. Faulques hatte vermutlich einen halboffiziellen Auftrag von Charles de Gaulle, der an einem geschwächten Nigeria interessiert war. Faulques konnte jedoch nur gut 50 Söldner rekrutieren, von denen etwa 40 beim ersten Einsatz gegen nigerianische Truppen eine so vernichtende Niederlage erlitten, dass sie das Land am 2. Januar 1968 nach nur zwei Monaten Einsatz verließen. Faulques, der während des Fehlschlags in Paris gewesen war, tauchte nie mehr im Söldner- und Geheimdienstgeschäft auf.
Am 30. April 2010 ehrte die Fremdenlegion Roger Faulques, in dem sie ihn am Tag von Camerone während der Parade in Aubagne die hölzerne Armprothese von Jean Danjou tragen ließ.